# Kaid ibn Hammad
Kaid ibn Hammad (?  – zm. 1054) był drugim władcą z dynastii Hammadydów w Algierii w latach 1028–1054.
Objął władzę po swym ojcu Hammadzie ibn Bulugginie w 1028. Mianował jednego brata Jusufa zarządcą Północnej Afryki, 
a drugiego Ouighlana zarządcą Hamzy. W 1038 został zaatakowany przez Hammama, władcę Fezu, ale udało mu się go odeprzeć. W cztery lata później podpisał traktat pokojowy z al-Muizzem ibn Badisem, który wyruszył przeciwko niemu z Kairuanu.
W 1048, gdy al-Muzziz ogłosił się poddanym abbasydzkiego kalifa Bagdadu, Kaid potwierdził swą lojalność  wobec fatymidzkich kalifów Egiptu, za co otrzymał od kalifa Ma'ada al-Mustansira Billaha tytuł Sharaf al-Dawla.
Zmarł w 1054 a jego następcą został jego syn Muhsin ibn Kaid.